# بارت شيرلي
بارت شيرلي (بالإنجليزية: Bart Shirley)‏ هو لاعب كرة قاعدة أمريكي، ولد في 4 يناير 1940 في كوربوس كريستي في الولايات المتحدة.

## وصلات خارجية
- بارت شيرلي على موقع الدوري الياباني لكرة القاعدة (الإنجليزية)
- بارت شيرلي على موقعبيزبول رفرنس.كوم (الدوري الرئيسي) (الإنجليزية)
- بارت شيرلي على موقعبيزبول رفرنس.كوم (الدوري الثانوي) (الإنجليزية)
- بارت شيرلي على موقع مشجعي الرسوم البيانية (الإنجليزية)